# El Salero, Jalisco
El Salero är en ort i Mexiko.   Den ligger i kommunen San Ignacio Cerro Gordo och delstaten Jalisco, i den centrala delen av landet, 400 km väster om huvudstaden Mexico City. El Salero ligger 2 079 meter över havet och antalet invånare är 109.
Terrängen runt El Salero är platt åt nordost, men åt sydväst är den kuperad. Terrängen runt El Salero sluttar österut. Runt El Salero är det ganska tätbefolkat, med 72 invånare per kvadratkilometer. Närmaste större samhälle är Arandas, 18,1 km öster om El Salero. I omgivningarna runt El Salero växer huvudsakligen savannskog.